# Зайнаудинова, Адалят
Адалят Зайнаудинова (1930 — ?) —   Звеньевая колхоза имени Кирова Панфиловского района Талды-Курганской области Герой Социалистического Труда 12.04.1979. 

## Биография

### Ранняя биография
Родилась в 1930 году в  колхозе имени Кирова Панфиловского района Талды-Курганской области в семье дехканина.
Детство ее пришлось как раз на годы войны. Тогда на фронт ушли и погибли в первый же год войны два старших брата Адалят-апай. В 11 лет  Адалят осталась единственным кормильцем семьи.

### В Великую Отечественную войну
Годы войны были очень трудными, жили впроголодь, все продукты собирали и отправляли на фронт, ночью собирали сено, днем косили пшеницу. В день зарабатывали горсть пшена и одну лепешку. Половинку Адалят сама съедала, остальное домой несла. Первой её наградой была медаль «За трудовую доблесть», вместе с ней ей дали барана, он тогда наравне с машиной был. 

### После войны
Еще сложней было после войны. Выбирать не приходилось. Стригла овец, работала дояркой и звеньевой на кукурузных полях. Трудились не покладая рук, знали, надо было страну поднимать, чтобы жить хорошо. 
В 1972 году её наградили орденом Ленина, а спустя 7 лет в 1979 году Адалят Зайнаудиновой вручили звезду героя Соцтруда. 
В Указе Президиума Верховного Совета СССР от 12.04.1979 «О присвоении звания Героя Социалистического Труда передовикам сельского хозяйства.» говорится 

За выдающиеся успехи, достигнутые в производстве и продаже государству зерна и других продуктов земледелия в 1978 году, и высокие образцы трудового героизма присвоить звание Героя Социалистического Труда с вручением ордена Ленина и золотой медали «Серп и Молот»:... Зайнаудиновой Адалят звеньевой колхоза имени Кирова Панфиловского района Талды-Курганской области.

Председатель Президиума Верховного Совета СССР  Л. Брежнев

Секретарь Президиума Верховного Совета СССР  Л. Георгадзе. 

Москва. Кремль 12 апреля 1979 года
№ 9102-IX— 
.
После продолжала так же ударно работать в колхозе. Её звено в 1980 г. получило в среднем по 100 центнеров, а в 1981 г. — по 130 центнеров кукурузы с гектара. Дважды была участником ВДНХ СССР.
В свои почти девяносто Герой Соцтруда Адалят Зайнаудинова еще любила посидеть в кругу семьи и вспомнить те времена, когда была молодой, полной сил и трудилась на благо родной страны.

## Награды
- Золотая медаль «Серп и Молот» (09.04.1979);
- орден Ленина (1972)
- орден Ленина (09.04.1979)
- Медаль «В ознаменование 100-летия со дня рождения Владимира Ильича Ленина» (1970)
- Медаль «За трудовую доблесть»
- Медалями ВДНХ СССР
- и другими
- Отмечена дипломами и почётными грамотами.